# Soufiane El Banouhi
Soufiane El Banouhi (Brussel, 26 juli 1992) is een Belgisch voetballer die onder contract staat bij KSC Lokeren-Temse.

## Carrière
El Banouhi maakte op de 18de speeldag van het seizoen 2011/12 zijn officiële debuut in het eerste elftal van FC Brussels. Hij startte toen in de basis tegen KV Oostende. In januari 2013 werd de twintigjarige El Banouhi aanvoerder, waardoor hij op dat moment de jongste aanvoerder van de Belgische Tweede klasse was.
In de zomer van 2013 ondertekende hij vlak voor het einde van de transferperiode een driejarig contract bij buur White Star Bruxelles. El Banouhi speelde in het seizoen 2013/14 vrijwel alle wedstrijden mee als basisspeler. Hij scoorde zijn eerste doelpunt in het profvoetbal tegen KFC Dessel Sport in een 1-0-overwinning.
Voor het seizoen 2016/17 tekende hij een contract bij Oud-Heverlee Leuven. OHL was het seizoen daarvoor gedegradeerd uit Eerste klasse en kwam nu uit in Eerste klasse B. In de eerste match van het seizoen voor OHL, tegen Lommel SK, stond hij meteen in de basis op de rechtsback.
In de zomer van 2017 haalde Union Sint-Gillis hem terug naar Brussel om het mogelijke vertrek van Tracy Mpati op te vangen. Hij tekende voor drie seizoenen. Amper een jaar later leende de club hem uit aan reeksgenoot Lommel SK. Na zijn terugkeer kwam hij amper aan spelen toe bij Union, waarop de club zijn aflopende contract niet verlengde. El Banouhi stapte daarop transfervrij over naar neo-reeksgenoot KMSK Deinze.

## Clubstatistieken
| Seizoen         | Club                 | Land            | Competitie      | Competitie | Competitie | Beker | Beker | Europees | Europees | Totaal | Totaal |
| Seizoen         | Club                 | Land            | Competitie      | Wed.       | Dlp.       | Wed.  | Dlp.  | Wed.     | Dlp.     | Wed.   | Dlp.   |
| --------------- | -------------------- | --------------- | --------------- | ---------- | ---------- | ----- | ----- | -------- | -------- | ------ | ------ |
| 2011/12         | FC Brussels          | Vlag van België | Tweede klasse   | 12         | 0          | 0     | 0     | —        | —        | 12     | 0      |
| 2012/13         | FC Brussels          | Vlag van België | Tweede klasse   | 24         | 0          | 1     | 0     | —        | —        | 25     | 0      |
| 2013/14         | White Star Bruxelles | Vlag van België | Tweede klasse   | 26         | 1          | 1     | 0     | —        | —        | 27     | 1      |
| 2014/15         | White Star Bruxelles | Vlag van België | Tweede klasse   | 17         | 0          | 0     | 0     | —        | —        | 17     | 0      |
| 2015/16         | White Star Bruxelles | Vlag van België | Tweede klasse   | 1          | 0          | 0     | 0     | —        | —        | 1      | 0      |
| 2016/17         | OH Leuven            | Vlag van België | Eerste klasse B | 29         | 0          | 1     | 0     | —        | —        | 30     | 0      |
| 2017/18         | Union Sint-Gillis    | Vlag van België | Eerste klasse B | 12         | 0          | 0     | 0     | —        | —        | 12     | 0      |
| 2018/19         | → Lommel SK          | Vlag van België | Eerste klasse B | 25         | 0          | 1     | 0     | —        | —        | 26     | 0      |
| 2019/20         | Union Sint-Gillis    | Vlag van België | Eerste klasse B | 5          | 0          | 2     | 0     | —        | —        | 7      | 0      |
| 2020/21         | KMSK Deinze          | Vlag van België | Eerste klasse B | 0          | 0          | 0     | 0     | —        | —        | 0      | 0      |
| Carrière totaal | Carrière totaal      | Carrière totaal | Carrière totaal | 151        | 1          | 6     | 0     | 0        | 0        | 157    | 1      |

Bijgewerkt op 15 juni 2020.
1 Merckx ·
2 El Banouhi ·
3 Dianganga ·
5 Boujouh ·
6 Brebels ·
7 Lambo ·
8 Van Hauter ·
9 Van Moerzeke ·
10 Soumaré ·
11 Myny ·
13 Gabriël ·
14 Janssen ·
15 Vinck ·
19 Ntamack ·
22 Tshimanga ·
25 Boonen ·
26 Vervaque ·
27 Bongiovanni ·
29 Spegelaere ·
30 Pérez ·
33 Van Elsuwege ·
35 Van Daele ·
39 Baert ·
44 Nainggolan ·
45 Seck ·
55 Van Aerschot ·
56 Vervacke ·
74 Fontaine ·
88 Prychynenko ·
97 Calant ·
Coach: Vreven